# ジョヴァンニ・バッティスタ・グラッシ

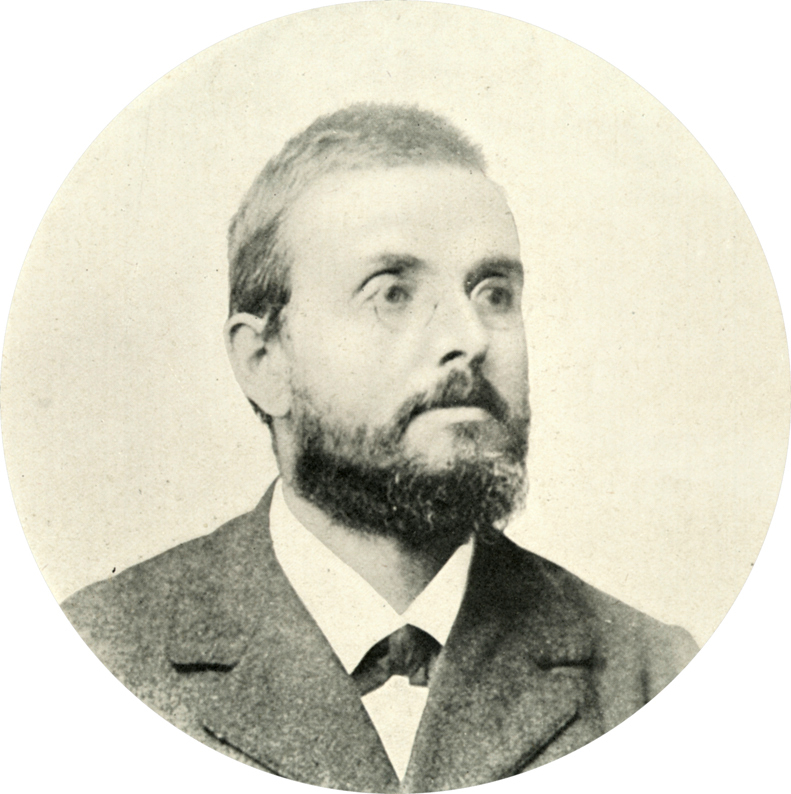
ジョヴァンニ・グラッシ

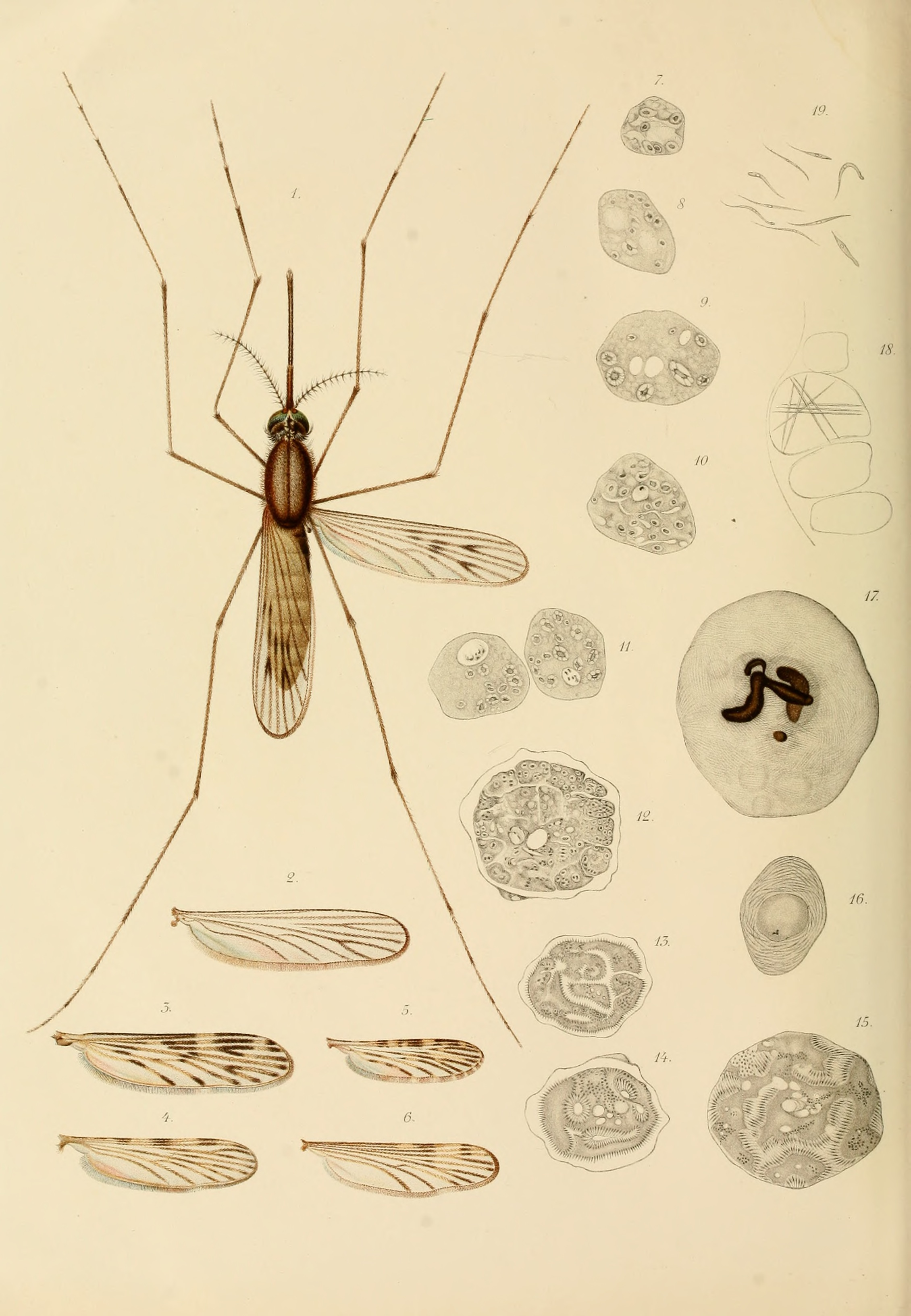
"Studi di uno zoologo sulla malaria"の図版

ジョヴァンニ・バッティスタ・グラッシ（Giovanni Battista Grassi、1854年3月27日 - 1925年5月4日）はイタリアの動物学者、寄生虫学者である。マラリアを起こすマラリア原虫がハマダラカによって媒介されることを示した。

## 略歴
ロンバルディア州コモ県のロヴェッラスカで生まれた。パビア大学で医学を学び、1878年に博士号を得た。その後、ドイツのハイデルベルク大学とヴュルツブルク大学で動物学を学んだ。1883年からシチリアのカターニア大学で動物学を教え、1895年からローマ大学の比較解剖学の教授を務めた。
腸内寄生虫や、シロアリや原生動物の生態を研究し、魚類学の分野にも貢献した。最も知られた功績はビグナーミ（Amico Bignami:1882-1929) 、バスティオネリ（Giuseppe Bastianelli:1862-1959）とマラリア原虫を媒介するがハマダラカ（Anopheles）を同定し、Anophelesからの防護がマラリアからも防護することを示した。マラリアの研究ではイギリスのロナルド・ロスが1902年にノーベル生理学・医学賞を受賞しているが、グラッシらはノーベル賞受賞を逃している。
1896年にシロアリの研究への貢献に対して王立協会のダーウィン・メダルを受賞した。イタリア王国、国王、ヴィットーリオ・エマヌエーレ3世によって上院議員に任じられた。

## 著作の一部
- 1898. Rapporti tra la malaria e peculiari insetti (zanzaroni e zanzare palustri). R. C. Accad. Lincei 7:163–177.
- 1899. Ancora sulla malaria. R. C. Accad. Lincei 8:559–561.
- Bignami,A.、Bastianelli, G.と共著. 1899. Resoconto degli studi fatti sulla malaria durante il mese di gennaio. R. C. Accad. Lincei. 8:100–104.
- 1901. Studii di uno Zoologo sulla Malaria.Atti dei.Linncei.Mem. Cl.sc.fis.ecc.3(5),No. 91:299–516.6 plates in colour.